# Sainte-Foi

Sainte-Foi este o comună în departamentul Ariège din sudul Franței. În 1 ianuarie 2022 avea o populație de 30 de locuitori.